# Список послов доброй воли ЮНИСЕФ
Посол доброй воли ЮНИСЕФ (англ. UNICEF Goodwill Ambassador) — почётное звание Международного чрезвычайного представителя фонда помощи детям Организации Объединённых Наций (ЮНИСЕФ).

## История послов
В 1954 году американский актёр-комик Дэнни Кей первым выдвинул предложение о присуждении титула «Посол доброй воли». Другие знаменитости действуют как международные, региональные или национальные послы, в зависимости от их профиля, интересов и желаемого уровня ответственности. Цель программы состоит в том, чтобы позволить знаменитостям, небезразличным к проблемам ЮНИСЕФ, использовать свою известность, чтобы привлечь внимание к важным проблемам. Такая деятельность может принимать форму общественной инициативы и переговоров, посещений неспокойных областей, которые привлекают внимание СМИ, и использования послами своих политических полномочий для защиты целей ЮНИСЕФ.

## Международные послы
- Приянка Чопра
- Эйдан Галлахер
- Саманта Смит
- Селена Гомес
- Кристина Агилера
- Анджелина Джоли
- Джуди Коллинз
- Вупи Голдберг
- Сьюзан Сарандон
- Миа Фэрроу
- Кэти Перри
- Тами Эрин
- Том Хиддлстон
- Орландо Блум
- Дэвид Бекхэм
- Милли Бобби Браун
- Райан Гиггз
- Феми Кути
- Ванесса Редгрейв
- Саймон Рэттл
- Эмма Уотсон
- Роджер Федерер
- Лионель Месси
- Стив Баракатт
- Амитабх Баччан
- Эммануэль Беар
- Берлинский филармонический оркестр
- Максим Венгеров
- Али Даеи
- Нванкво Кану
- Анжелика Киджо
- Тэцуко Куроянаги
- Леон Лай (Лай Мин)
- Лан Лан
- Рики Мартин
- Мускури, Нана
- Себастиан Салгаду
- Вендела Томассен
- Джеки Чан
- Шакира
- Патрик Элиаш
- Генрих Мхитарян

### Бывшие послы
- Александра Зимина (1903—2006)
- Дэнни Кей (1913—1987)
- Гарри Белафонте (1927—2023)
- Мерседес Соса (1935—2009)
- Питер Устинов (1921—2004)
- Ричард Аттенборо (1923—2014)
- Одри Хепбёрн (1929—1993)
- Йуссу Н’Дур
- Роджер Мур (1927—2017)
- Юхан-Улаф Косс
- Джордж Веа
- Джессика Лэнг
- Роджер Федерер
- Микаэль Персбрандт

## Региональные послы

### Южная Азия
- Сачин Тендулкар (ноябрь 2013)
- Аамир Хан (октябрь 2014)
- Рано Карно (1998)

### Центральная и Восточная Европа и СНГ
- Анатолий Карпов (июнь 1988)
- Милена Жупанчич[англ.] (1998)
- Лино Банфи (2000)

### Латинская Америка
- Диего Торрес (ноябрь 2006)
- Рикардо Монтанер (ноябрь 2007)

#### Ла-Плата
- Наталия Орейро (сентябрь 2011)

### Средняя Азия и Северная Африка
- Махмуд Кабиль[англ.] (январь 2004)
- Нэнси Аджрам (октябрь 2009)

### Восточная и Южная Африка
- Ивонн Чака Чака[англ.] (апрель 2005)
- Зола[англ.] (ноябрь 2006)
- Name Six (май 2007)
- Оливер Мтукудзи (июнь 2011)

### Франкофония
- Патрик Пуавр д’Арвор (январь 2007)

### Восточная Азия и Тихоокеанский регион
- Мириам Ян[англ.] (октябрь 2009)
- Меревалеси Наилатикау (февраль 2011)
- Аарон Го[англ.] (октябрь 2011)
- Чхве Сивон (октябрь 2019)

## Национальные послы

### Австралия
- Джимми Барнс
- Кен Дан
- Джон Дойл
- Тим Кэхилл
- Ивон Кенни
- Тара Мосс
- Эрика Пэкер
- Грейг Пикхевер
- Джеффри Раш
- Норман Сван
- Фиона Стенли
- The Wiggles

### Австрия
- Томас Брецина
- Кристиана Хёрбигер

### Азербайджан
- Мехрибан Алиева

### Алжир
- Биюна
- Халед
- Суад Масси

### Аргентина
- ФК «Бока Хуниорс»
- Хулиан Вейш
- Ману Джинобили
- Мартин Палермо

### Армения
- Алла Левонян
- Артур Алексанян
- Генрих Мхитарян
- Арпине Мартоян

### Бельгия
- Сальваторе Адамо
- Дикси Дансеркур
- Франк де Винне
- Хельмут Лотти
- Кхаджа Нин
- Аксель Ред
- Ален Юбер
- Жюстин Энен

### Белоруссия
- Дарья Домрачева
- Владимир Пугач[1]
- Мария Гулегина

### Босния и Герцеговина
- Эдин Джеко

### Бразилия
- Ренато Араган
- Даниэла Меркури
- Моника (персонаж комикса Monica’s Gang)
- Лазаро Рамос

### Великобритания
- Кей Адамс
- Мартин Белл
- Дункан Баннатин
- Чарли Бурман
- Райан Гиггз
- Пол Томпсон Кларк
- Юэн Макгрегор
- Эль Макферсон
- ФК «Манчестер Юнайтед»
- Джеймс Несбитт
- Эндрю О’Хаган
- Зои Салман
- Труди Стайлер
- Робби Уильямс
- Рэйф Файнс
- сэр Алекс Фергюсон
- Джемайма Хан
- Марина Зиневич
- Клаудия Шифер

### Венесуэла
- El Sistema
- Луис Вера
- Хосе Мануэль Рей

### Венгрия
- Венгерский филармонический оркестр
- Габор Прессер
- Юдит Халаш

### Вьетнам
- Ле Хюинь Дык

### Гамбия
- Джалиба Куяте

### Гана
- Марсель Десайи

### Германия
- Оливер Бирхофф
- Сабина Кристиансен
- Анн-Катрин Линсенхофф
- Йоахим Фухсбергер

### Греция
- Гликадзи-Арвелер, Элени
- Самаракис, Антонис (1989)

### Гонконг
- Дэниэл Чэнь Сяодун (Чхань Хиудунг)
- Келли Чэнь
- Чарли Ян
- Мириам Ян Цяньхуа (Ёнг Чхиньва)

### Греция
- Элен Гликаци-Арвайлер
- Антонис Самаракис

### Дания
- Графиня Александра
- Андерс В. Бертельсен
- Малене Биргер
- Туэ Вест
- Петер Ганцлер
- Трине Дирхольд
- Себастьян Дорсет
- Мартин Келлер (телеведущий)
- Йеспер Клейн
- Bubber
- Мек Пек
- Курт Флемминг
- Петер Фрёдин
- Анна-Луиза Хассинг
- Каролине Хендерсон
- Мик Эгендаль

### Египет
- Халед Абол Нага

### Израиль
- Давид Броза

### Индия
- Амджад Али Хан
- Амитабх Баччан
- Шармила Тагор
- Рави Шастри

### Индонезия
- Ферри Салим
- Кристина Хаким
- Тауфик Хидаят

### Иран
- Махтаб Керамати

### Ирландия
- Гэбриэл Бирн
- Пирс Броснан
- Кати Келли
- Maxi (Айрин Маккубри)
- Майк Маккарти
- Саманта Мамба
- Лиам Нисон
- Стивен Ри

### Испания
- Los Lunnis (кукольное шоу)
- Los Payasos de la Tele (семья клоунов)
- Сильвия Абаскаль
- Фернандо Алонсо
- Иманоль Ариас
- Мария Байо
- ФК «Барселона»
- Тереса Вьехо
- Пау Газоль
- Рафаэль Гихоса
- Педро Дельгадо
- Ана Дуато
- Хоакин Кортес
- Эусебио Сакристан
- Хоан Мануэль Серрат-и-Тереса
- Самуэль Это’о

### Италия
- Piccolo Coro dell’Antoniano (детский хор)
- Лино Банфи
- Роберто Болле
- Виджили дель Фуоко (пожарная служба)
- Милли Карлуччи
- Винченцо Ла Скола
- Паоло Мальдини
- Симона Марчини
- Лео Нуччи
- Бьянка Питцорно
- Даниэла Поджи
- Эми Стюарт
- Франческо Тотти
- Гомес Селена

### Казахстан
- Батырхан Шукенов
- Динара Садуакасова
- Ninety One

### Канада
- Стив Баракатт
- Елена Грошева
- Ян Лисецкий
- Бен Малрони
- Беки Скотт
- Кейт Уиллер

### Кения
- Эффи Овур

### Колумбия
- Маргарита Роса-де-Франсиско

### Кот-д’Ивуар
- Басиль Боли

### Кувейт
- Суад Абдулла

### Малайзия
- Рафида Абдулла
- Картини Камулла Ариффин
- Селина Кор

### Мали
- Хабиб Койте

### Марокко
- Ража Белемли
- Хишам эль-Герруж
- Найма Эльмешерки
- Навал эль-Мутавакель
- Ханан Фадили

### Мексика
- Сесар Коста

### Монголия
- Тумур Ариюна
- Асашорью Дагвадор

### Намибия
- Агнес Самария
- Фрэнки Фредерикс

### Непал
- Ани Чоинг Дролма

### Нигерия
- Нванкво Кану

### Нидерланды
- Сипке Бусема
- Пол ван Влит
- Моник ван де Вен
- Трейнтье Остерхёйс
- Юрген Райманн
- Ринче Рицма
- Эдвин Эверс
- Раноми Кромовидьойо

### Новая Зеландия
- Хейли Вестенра

### Норвегия
- Сиссель Хюрхьебё
- Густав Лоренцен
- Уле-Гуннар Сульшер

### Оман
- Хамед аль-Вахайби

### Пакистан
- Strings

### Панама
- Данило Перес

### Парагвай
- Глория Кришиони

### Перу
- Гастон Акурио
- Дина Паукар
- Хан Марко Синьяго

### Польша
- Майка Ежовская
- Артур Жмиевский
- Наталья Кукульская
- Роберт Корженёвский
- Роберт Левандовский
- Малгожата Форемняк
- Лукаш Новицкий
- Магдалена Ружчка
- Агнешка Радваньская[2]

### Португалия
- Педру Кусеру
- Мариза
- Луиш Фигу

### Россия
- Олег Газманов
- Оксана Фёдорова
- Анатолий Карпов

### Румыния
- Андрееа Марин Бэникэ
- Георге Хаджи

### Северная Македония
- Раде Врчаковски
- Тоше Проески (погиб в автокатастрофе в 2007 году)

### Сербия
- Ана Иванович
- Эмир Кустурица
- Александар Джорджевич
- Елена Янкович

### Словакия
- Питер Дворски
- Камила Маглова
- Васо Патейдл
- Станислав Степка

### Словения
- Златко Захович
- Милена Жупанчич
- Борис Кавацца
- Ладо Лесковар
- Вита Маврич
- Тоне Павчек
- Марко Симунович

### США
- Селена Гомес
- India.Arie
- Анджела Бассетт
- Кортни Б. Ванц
- Джеймс Киберд
- Кети Курик
- Джейн Куртин
- Аннетт Роке Лауер
- Теа Леони
- Люси Лью
- Алисса Милано
- Сара Джессика Паркер
- Изабелла Росселлини
- Маркус Самуэльссон
- Саммер Сандерс
- Лив Тайлер
- Лоренс Фишберн
- Клаудиа Шиффер
- Кле Эйкен
- Эйдан Галлахер

### Таиланд
- Катлия Макинтош
- Ананд Панярачун

### Турция
- Ферхан и Ферзан Ондер (октябрь 2003)[3]
- Гюльсин Онай (ноябрь 2003)[3]
- Тайфун Талипоглу (ноябрь 2006)[3]
- Мюждат Гезен (ноябрь 2007)[3]
- Айше Кулин (ноябрь 2007)[3]
- Ибрагим Кутлуай (март 2008)[3]
- Тюркан Шорай (март 2010)[3]
- Кыванч Татлытуг (март 2011)[3]
- Туба Бюйюкюстюн (май 2014)[3]

### Уругвай
- Диего Форлан
- Энцо Франческоли
- Наталья Орейро

### Филиппины
- Гери Валенсиано

### Финляндия
- Эйя Аво
- Эйя Вилпас
- Катри-Хелена Калаойа
- Райнер Каунисто
- Юха Лаукканен
- Юрки Линнанкиви
- Лаве Майянен
- Эппу Нуотио
- Мике Рестром
- Аксл Смит
- Трио Тэюкет
- Йорма Уотинен
- Сусанна Хависто
- Анна Хански
- Арси Харю

### Франция
- Ив Дутей
- Кристоф Малавуа
- Патрик Пуавр д’Арвор

### Хорватия
- Златан Стипишиц Гибонни
- Боияна Грегориц

### Черногория
- Рамбо Амадеус (Антоние Пушиц)

### Чехия
- Ирина Ираскова

### Чили
- Иван Саморано

### Швейцария
- Наташа Бадманн
- Джеймс Голуэй
- Анатоль Таубман
- Курт Эшбахер

### Швеция
- Кайза Бергквист
- Ларс Бергхаген
- Лилл Линдфорс
- Лиза Марклунд
- Микаэль Персбрант
- Робин
- Эва Рёсе

### Эквадор
- Улисес де ла Крус

### Эстония
- Маря-Лис Илус
- Эри Клас
- Эрки Нол

### Эфиопия
- Берхане Адере
- Кененисе Бекеле

### ЮАР
- Квинтон Форчун

### Южная Корея
- Чхве Шивон
- Чжи Сон
- Чан Са Ик
- Кон Ю
- Ким Хе Су
- Ли Бо Ён
- Ричард Ёнджэ О`Нилл
- Ким Рэ Вон
- Вон Бин
- Ан Сон Ги
- Ли Феликс (Ёнбок)

### Ямайка
- Шэлли-Энн Фрейзер

### Япония
- Сигеаки Хинохара
- Агнес Чан